# Chersotis pallida
Chersotis pallida là một loài bướm đêm trong họ Noctuidae.